# Heitor Blum
Heitor Blum (Florianópolis, 13 de fevereiro de 1888 — Florianópolis, 27 de fevereiro de 1950) foi um historiador e político brasileiro. Filho de Emílio Blum.
Foi prefeito de Florianópolis, de 29 de outubro a 4 de dezembro de 1926 e de 1927 a 1930.